# Banque du Japon
Pour les articles homonymes, voir BOJ.

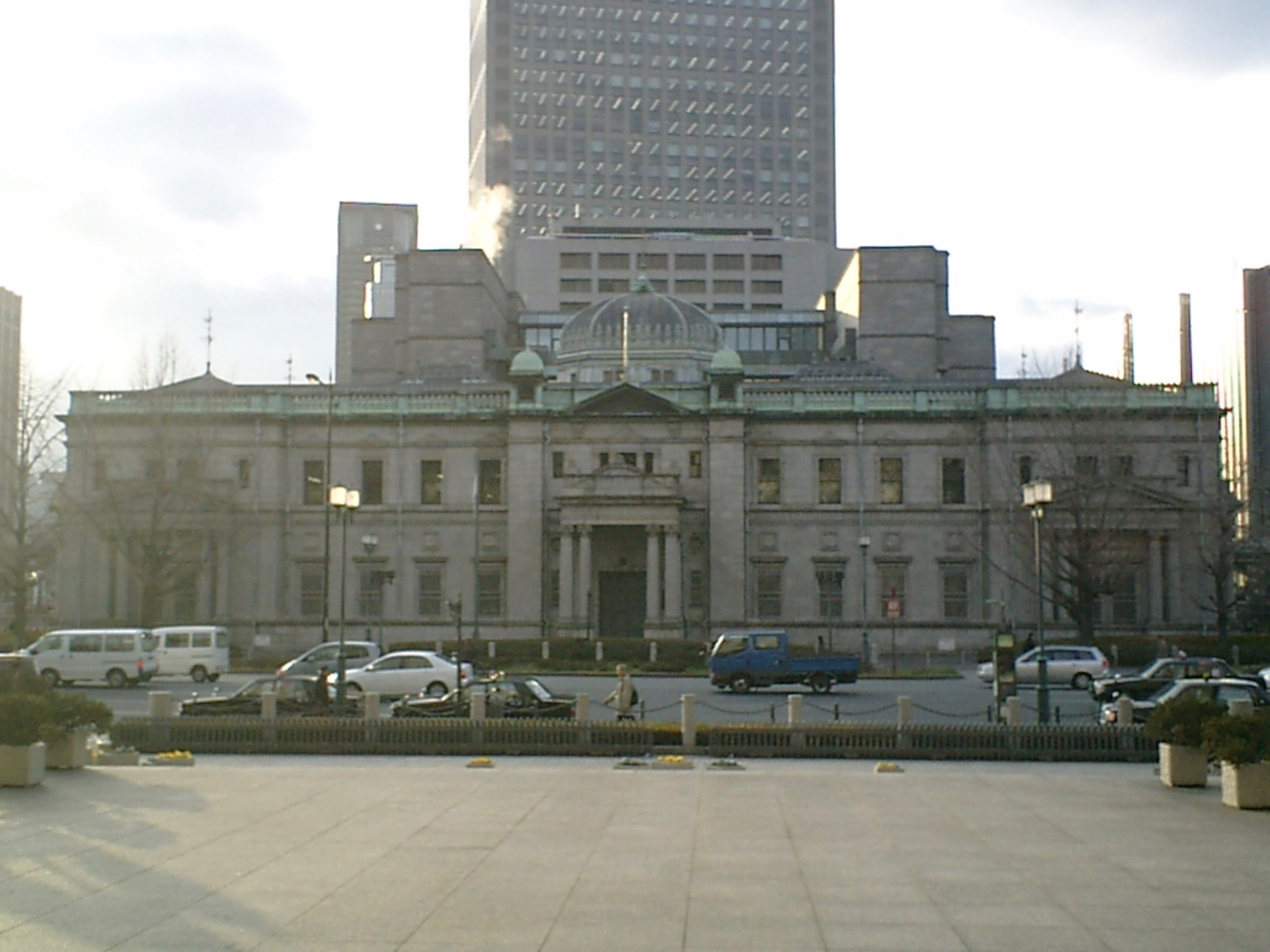
Banque du Japon, à Osaka.

La Banque du Japon (日本銀行, Nippon ginkō, de Nippon, Japon et ginkō, banque) est la banque centrale du Japon. On rencontre souvent l'abréviation BoJ qui provient de l'anglais Bank of Japan.
La BOJ est possédée à 55% par le gouvernement japonais, et 45% de manière privée. Ses actions sont échangées sur le marché financier japonais. Les actions privées sont des actions sans droit de vote.

## Histoire

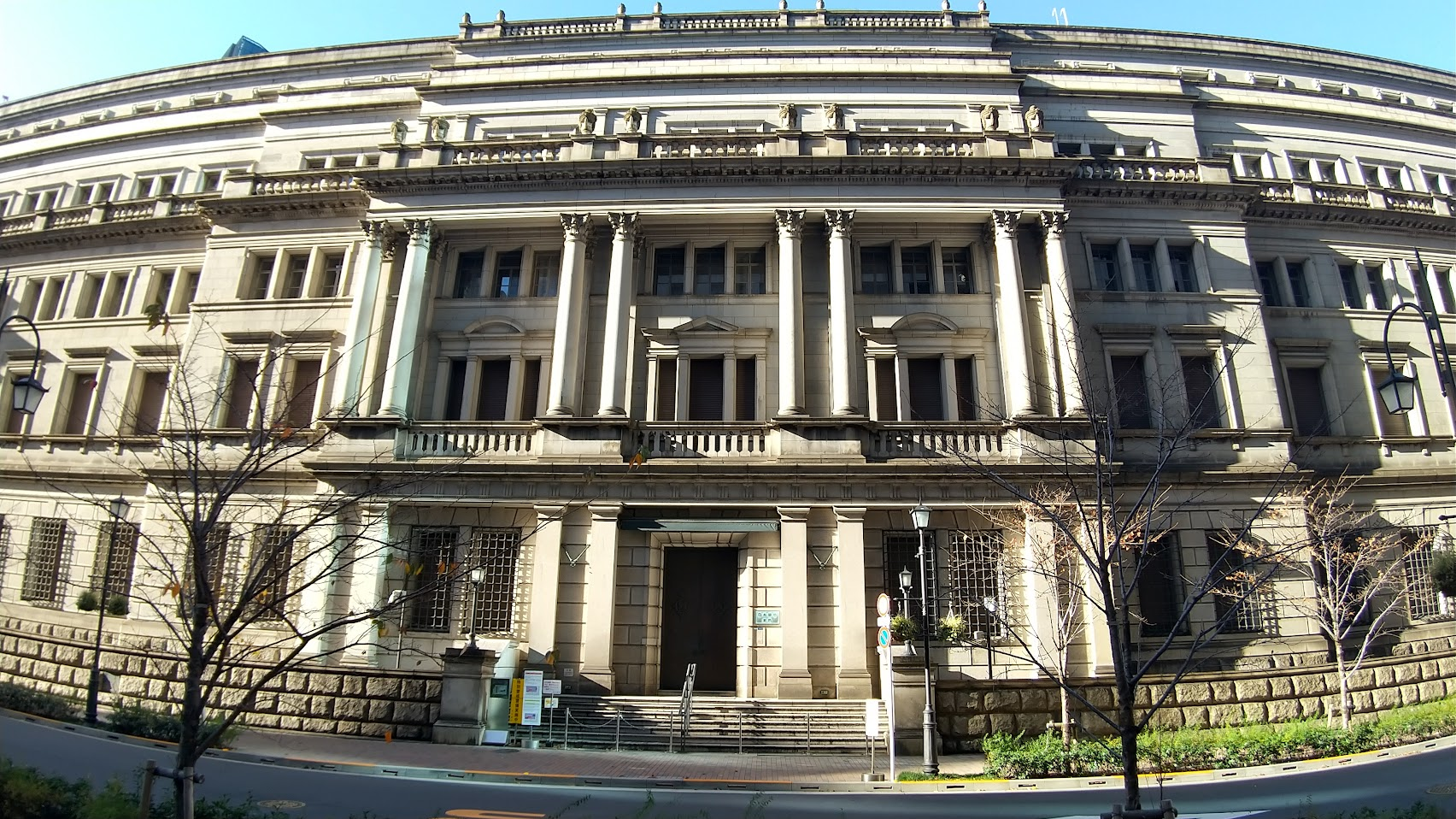
Entrée latérale de la Banque du Japon, à Tokyo.

La Banque du Japon est fondée sous l'ère Meiji, le 27 juin 1882, par le ministre du Trésor Matsukata Masayoshi. La banque est depuis lors chargée d'émettre le papier monnaie au nom du gouvernement. Cette institution permet de remplacer les monnaies locales (hansatsu) que les seigneurs féodaux avaient mis en place.
Dès 1883, la banque reçoit l'interdiction de financer de manière directe (sur le marché primaire, via une politique de financement monétaire) l’État japonais. L'interdiction est levée en 1932, et conduit à une augmentation de l'inflation et une chute de la valeur du yen face au dollar.
Après la guerre, pendant l'occupation du Japon, la banque connut une brève période de suspension de ses activités et l'émission de monnaie militaire. En 1949, la banque fut à nouveau restructurée.
Dans les années 1970, l’environnement opérationnel de la banque a évolué parallèlement au passage d’un taux de change fixe et d’une économie plutôt fermée à une grande économie ouverte avec un taux de change variable.
La banque a officiellement acquis son indépendance vis-à-vis du gouvernement japonais par la loi du 1er avril 1998, bien qu'elle ait déjà agi de manière indépendante durant les décennies passées.
En 2008, la crise financière a éclaté et l'économie japonaise s'est à nouveau dégradée. La Banque du Japon a réduit le taux d'intérêt sur les prêts non garantis à 0,3 % et a adopté une politique complémentaire d'équilibre du compte courant. En décembre 2008, la Banque du Japon a de nouveau réduit ce taux à 0,1 % et a commencé à acheter des obligations d'État japonaises (JGB), ainsi que des billets de trésorerie (CP) et des obligations d'entreprises.
La banque centrale japonaise met en place le premier programme d'assouplissement quantitatif moderne. Il est particulièrement massif dans les années 2010. Si la banque détient en septembre 2010 7,9 % des emprunts d'État du Japon, la proportion passe à 12% en 2012. Fin 2013, 20% de la dette publique était détenue par la banque centrale. Sa politique de quantitative easing fait gonfler son bilan et fin 2018, la BOJ détient 45% de la dette publique japonaise.
En 2013, le président de la Banque du Japon a annoncé un nouveau programme d'assouplissement quantitatif (QE). Ce programme serait très important en termes de quantité, mais il serait également différent en termes de qualité – l'assouplissement qualitatif (QQE). Autrement dit, la Banque du Japon achèterait (et a effectivement) également des actifs plus risqués comme des actions et des FPI.
En 2016, la Banque du Japon a mis en place un contrôle de la courbe des taux (YCC) et a lancé sa politique de taux d'intérêt négatifs (NIRP). La Banque du Japon est également le principal actionnaire d'actions japonaises,,.
En 2024, à la suite de l'annonce d'une croissance des salaires d'environ 5 % par les plus grandes entreprises japonaises, la Banque du Japon a mis fin à huit années de taux d'intérêt négatifs en fixant de nouveaux objectifs à court terme de 0 à 0,1 %.

## Les gouverneurs
Le gouverneur de la banque centrale se nomme, en japonais, sōsai (総裁).
| Rang | Nom                 | Mandat                              |
| ---- | ------------------- | ----------------------------------- |
| 1er  | Eikichi Araki       | (9 octobre 1945-1er janvier 1946)   |
| 2e   | Hisato Ichimada     | (1er janvier 1946-10 décembre 1954) |
| 3e   | Eikichi Araki       | (11 décembre 1954-30 novembre 1956) |
| 4e   | Masamichi Yamagiwa  | (30 novembre 1956-17 décembre 1964) |
| 5e   | Makoto Usami        | (17 décembre 1964-16 décembre 1969) |
| 6e   | Tadashi Sasaki (en) | (17 décembre 1969-16 décembre 1974) |
| 7e   | Teiichiro Morinaga  | (17 décembre 1974-16 décembre 1979) |
| 8e   | Haruo Mayekawa      | (17 décembre 1979-16 décembre 1984) |
| 9e   | Satoshi Sumita      | (17 décembre 1984-16 décembre 1989) |
| 10e  | Yasushi Mieno       | (17 décembre 1989-16 décembre 1994) |
| 11e  | Yasuo Matsushita    | (17 décembre 1994-20 mars 1998)     |
| 12e  | Masaru Hayami       | (20 mars 1998-19 mars 2003)         |
| 13e  | Toshihiko Fukui     | (20 mars 2003-19 mars 2008)         |
| 14e  | Masaaki Shirakawa   | (20 mars 2008-19 mars 2013)         |
| 15e  | Haruhiko Kuroda     | (20 mars 2013-8 avril 2023)         |
| 16e  | Kazuo Ueda          | (depuis le 9 avril 2023)            |